# Бедфорд (Техас)
Бедфорд (англ. Bedford) — місто (англ. city) в США, в окрузі Таррант штату Техас. Населення — 49 928 осіб (2020).

## Географія
Бедфорд розташований за координатами 32°50′45″ пн. ш. 97°8′6″ зх. д. / 32.84583° пн. ш. 97.13500° зх. д. (32.845838, -97.135076).  За даними Бюро перепису населення США в 2010 році місто мало площу 25,96 км², з яких 25,93 км² — суходіл та 0,03 км² — водойми.

## Демографія
Згідно з переписом 2010 року, у місті мешкало 46 979 осіб у 21 016 домогосподарствах у складі 12 342 родин. Густота населення становила 1810 осіб/км².  Було 22301 помешкання (859/км²).
Расовий склад населення:
| - 81,1 % — білих - 7,0 % — чорних або афроамериканців - 4,4 % — азіатів - 0,6 % — корінних американців - 0,4 % — вихідців з тихоокеанських островів - 3,8 % — осіб інших рас |

До двох чи більше рас належало 2,8 %. Частка іспаномовних становила 12,5 % від усіх жителів.
За віковим діапазоном населення розподілялося таким чином: 19,8 % — особи молодші 18 років, 66,4 % — особи у віці 18—64 років, 13,8 % — особи у віці 65 років та старші. Медіана віку мешканця становила 40,3 року. На 100 осіб жіночої статі у місті припадало 90,5 чоловіків;  на 100 жінок у віці від 18 років та старших — 87,7 чоловіків також старших 18 років.
Середній дохід на одне домашнє господарство  становив 76 613 долари США (медіана — 61 961), а середній дохід на одну сім'ю — 92 838 доларів (медіана — 80 268). Медіана доходів становила 49 531 долар для чоловіків та 44 974 долари для жінок. За межею бідності перебувало 6,8 % осіб, у тому числі 8,2 % дітей у віці до 18 років та 3,8 % осіб у віці 65 років та старших.
Цивільне працевлаштоване населення становило 27 232 особи. Основні галузі зайнятості: освіта, охорона здоров'я та соціальна допомога — 20,2 %, роздрібна торгівля — 12,7 %, науковці, спеціалісти, менеджери — 12,3 %.